# Santo vs. la mafia del vicio
Série
Santo contre les chevaliers de la terreur
(1970) Santo en la venganza de la momia
(1971)
Pour plus de détails, voir Fiche technique et Distribution.
Santo vs. la mafia del vicio est un film mexicain de 1971 de Federico Curiel. Il fait partie de la série des Santo, el enmascarado de plata.

## Fiche technique
- Titre original : Santo contra la mafia del vicio
- Titre anglais ou international : Santo vs. the Vice Mafia
- Titre(s) alternatif(s) : Misión sabotaje
- Réalisation : Federico Curiel
- Scénario : Jorge García Besné et Fernando Osés
- Décors : Ernesto Carrasco
- Photographie : Alex Phillips
- Montage : José W. Bustos
- Musique : Gustavo César Carrión
- Production : Jorge García Besné
- Société(s) de production : Cinematográfica Flama, Películas Latinoamericanas S.A.
- Pays d’origine :  Mexique
- Langue originale : espagnol
- Format : couleur (Eastmancolor) — 35 mm — 1.85,1 — son Mono
- Genre : action, aventure
- Durée : 95 minutes
- Dates de sortie :
  - Mexique : 1er juillet 1971

## Distribution
- El Santo : Santo
- Elsa Cárdenas : Elsa
- Patricia Ferrer : Patricia
- Dagoberto Rodríguez : Fidel
- Fernando Osés : Sergio
- Mabel Luna : Mabel Moon
- Harry Gainer : Lieutenant Raúl Urrutia
- César del Campo : Commandant
- Víctor Junco : Docteur Moon
- Jimmy Santy : chanteur
- Carlos Suárez : Esbirro
- Sonia Fuentes
- María Fernanda : Amie Rubia del Santo
- Domingo Bazán
- El Rebelde Rojo
- Pedro Ortega 'El Jaibo'
- Marco Antonio Arzate : Esbirro
- Rolando Valentino
- Mario Prado